# Атанас Гущанов
Атанас Гущанов или Гощанов е български възрожденски просветен деец и участник в църковно-националните борби на българите в Източна Македония.

## Биография
Гущанов е роден около 1850 година в неврокопското село Старчища, тогава в Османската империя. Учи в родното си село при учителя Никола Падарев и в близкото село Гайтаниново (1869 – 1870) при изтъкнатия педагог Захари Бояджиев, който оказва важно влияние за неговото формиране, като български просветен деец. Става български учител и преподава в селата Черешово, Неврокопско (1871 – 1872) и Крушево, Демирхисарско (1872 – 1874). В Крушево въвежда славянско пеене и псалтикия в църковните служби и започва да ги преподава в училище. Тук се задомява за дъщерята на Ванчо Самаришев, в чийто дом се помещава училището. Той е член на Сярско-мелнишко-драмско-неврокопско учителско дружество „Просвещение“ в Неврокоп. През 1873 година дружеството подпомага с 1000 гроша крушевското училище и поема част от заплатата му.
През юни 1875 година Гущанов, заедно с още няколко души, е обвинен за побоя и отрязването брадата на гръцкия епископ Неофит Врачански. Заради този инцидент той е хвърлен в затвора. След освобождаването си е изгонен от местните гъркомани със семейството си в родното си село, като по този начин избягва масовите репресии срещу българското население през 1876 година. През 1877 година отново е поканен за учител в Крушево, но под натиска на митрополит Прокопий Мелнишки пак е въдворен от властите в Старчища. През учебната 1878 – 1879 за втори път учителства в Крушево. През октомври 1879 година си подава оставката и е принуден да избяга в Княжество България, установявайки се в Дупница.
Гущанов е баща на революционера Димитър Гущанов.